# Acacia semiverticillata
Acacia semiverticillata là một loài thực vật có hoa trong họ Đậu. Loài này được Knowles & Westc. miêu tả khoa học đầu tiên.